# Черногорск
Черногорск (рус. Черногорск) град је у Русији у Хакасији. Према попису становништва из 2010. у граду је живело 72.117 становника.

## Становништво
Према прелиминарним подацима са пописа, у граду је 2010. живело 72.117 становника, 960 (1,31%) мање него 2002.
| 1939.  | 1959.  | 1970.  | 1979.  | 1989.  | 2002.  | 2010.  |
| ------ | ------ | ------ | ------ | ------ | ------ | ------ |
| 17.405 | 51.064 | 60.011 | 71.386 | 79.355 | 73.077 | 72.147 |